# Nati nel 2002/Gennaio
| Questa pagina contiene informazioni ricavate automaticamente dalle voci biografiche con l'ausilio del template Bio e di un bot. L'aggiornamento è periodico e automatico e ricostruisce completamente la pagina. Se manca una persona in questa lista, sei pregato di non aggiungerla, ma accertati piuttosto che la sua voce biografica contenga il template Bio e che i dati anagrafici siano correttamente compilati. Se il template Bio manca, inseriscilo tu stesso o, in alternativa, metti l'avviso {{tmp\|Bio}} che ne segnala la mancanza. Se i dati riportati sono sbagliati, correggi direttamente la voce biografica; le modifiche saranno visibili in questa lista entro pochi giorni. Per chiarimenti vedi il progetto biografie. La lista contiene solo le 276 persone che sono citate nell'enciclopedia e per le quali è stato implementato correttamente il template Bio. Pagina aggiornata al 18 ago 2025. |

- 1º gennaio - Simon Adingra, calciatore ivoriano
- 1º gennaio - Rahim Alhassane, calciatore nigerino
- 1º gennaio - Alaa Bellaarouch, calciatore marocchino
- 1º gennaio - Tusse, cantante della Repubblica Democratica del Congo
- 1º gennaio - Riku Handa, calciatore giapponese
- 1º gennaio - Bernard Kamungo, calciatore tanzaniano
- 1º gennaio - Aleksandr Kutickij, calciatore russo
- 1º gennaio - Alireza Mohmadi, lottatore iraniano
- 1º gennaio - Zulkifilu Rabiu, calciatore nigeriano
- 1º gennaio - Yacouba Silue, calciatore ivoriano
- 1º gennaio - Santeri Väänänen, calciatore finlandese
- 2 gennaio - Thierno Ballo, calciatore austriaco
- 2 gennaio - Francisco Bonfiglio, calciatore argentino
- 2 gennaio - Kerwin Vargas, calciatore colombiano
- 2 gennaio - Tymur Korablin, calciatore ucraino
- 2 gennaio - Million Manhoef, calciatore olandese
- 2 gennaio - Karlo Miljanić, calciatore croato
- 2 gennaio - Abdulla Qədimbəyli, scacchista azero
- 2 gennaio - Rylan Wiens, tuffatore canadese
- 3 gennaio - Bruno Amione, calciatore argentino
- 3 gennaio - Jake Davis, calciatore statunitense
- 3 gennaio - Nico González, calciatore spagnolo
- 3 gennaio - Myles Murphy, giocatore di football americano statunitense
- 3 gennaio - Antonio Pacheco Ruiz, calciatore spagnolo
- 3 gennaio - Vladislav Samko, calciatore russo
- 3 gennaio - Katja Wienerroither, calciatrice austriaca
- 3 gennaio - Anna Špynëva, saltatrice con gli sci russa
- 4 gennaio - Leon Belcar, calciatore croato
- 4 gennaio - Davide De Cassan, ciclista su strada italiano
- 4 gennaio - Gustavo Garcia, calciatore brasiliano
- 4 gennaio - Matteo Gigante, tennista italiano
- 4 gennaio - Leonid Ignatov, calciatore macedone
- 4 gennaio - Sam McClelland, calciatore nordirlandese
- 4 gennaio - Ian Moore, hockeista su ghiaccio statunitense
- 4 gennaio - Néstor Senra, calciatore spagnolo
- 4 gennaio - Serano Seymor, calciatore olandese
- 4 gennaio - Tunisha Sharma, attrice indiana († 2022)
- 4 gennaio - Mihailo Stevanović, calciatore serbo
- 4 gennaio - Vladyslav Vanat, calciatore ucraino
- 5 gennaio - Dylan Borrero, calciatore colombiano
- 5 gennaio - Amadou Mbengue, calciatore senegalese
- 5 gennaio - Natanael Moreira Milouski, calciatore brasiliano
- 5 gennaio - Moritz Oswald, calciatore austriaco
- 5 gennaio - Prudence Sekgodiso, mezzofondista sudafricana
- 6 gennaio - Matej Bošnjak, cestista croato
- 6 gennaio - Lazar Joksimović, cestista serbo
- 6 gennaio - Macan, cantante e rapper russo
- 6 gennaio - Louis Lesmond, cestista francese
- 6 gennaio - Leo Menalo, cestista croato
- 7 gennaio - Mohamed Daramy, calciatore danese
- 7 gennaio - Filippo Fabbri, calciatore sammarinese
- 7 gennaio - Clément Frisch, cestista francese
- 7 gennaio - Beatrix Fördős, calciatrice ungherese
- 7 gennaio - Aishath Himna Hassan, velocista maldiviana
- 7 gennaio - Christoph Lang, calciatore austriaco
- 7 gennaio - João Peglow, calciatore brasiliano
- 7 gennaio - Loïc Williams, calciatore spagnolo
- 8 gennaio - Guillem Ferrando, cestista spagnolo
- 8 gennaio - Krisztofer Horváth, calciatore ungherese
- 8 gennaio - Bernardo Lemes, calciatore brasiliano
- 8 gennaio - Kevin Lomónaco, calciatore argentino
- 8 gennaio - Qwan'tez Stiggers, giocatore di football americano statunitense
- 9 gennaio - Térence Atmane, tennista francese
- 9 gennaio - Piero Hincapié, calciatore ecuadoriano
- 9 gennaio - Black Sherif, cantante, rapper e modello ghanese
- 9 gennaio - Asia Lanzi, skater italiana
- 9 gennaio - Mona Mitterwallner, ciclista su strada e mountain biker austriaca
- 9 gennaio - Franco Orozco, calciatore argentino
- 9 gennaio - Silvia Praticò, giocatrice di calcio a 5 italiana
- 9 gennaio - Svit Sešlar, calciatore sloveno
- 9 gennaio - Upton Stout, giocatore di football americano statunitense
- 9 gennaio - Guillermo Wagner, calciatore uruguaiano
- 10 gennaio - Andri Baldursson, calciatore islandese
- 10 gennaio - Capita, calciatore angolano
- 10 gennaio - Diego Armando Díaz, calciatore argentino
- 10 gennaio - Matías Godoy, calciatore argentino
- 10 gennaio - James Hill, calciatore inglese
- 10 gennaio - Isaiah Jackson, cestista statunitense
- 10 gennaio - Ansgar Knauff, calciatore tedesco
- 10 gennaio - Pablo Maia, calciatore brasiliano
- 10 gennaio - Filip Marchwiński, calciatore polacco
- 10 gennaio - Tornike Morchiladze, calciatore georgiano
- 10 gennaio - Oscar Nilsson-Julien, pistard e ciclista su strada britannico
- 10 gennaio - Leyanis Pérez Hernández, triplista cubana
- 10 gennaio - Joaquín Sosa, calciatore uruguaiano
- 10 gennaio - Séverin Tatolna, calciatore centrafricano
- 10 gennaio - Max de Waal, calciatore olandese
- 11 gennaio - Łukasz Bejger, calciatore polacco
- 11 gennaio - Fredler Christophe, calciatore haitiano
- 11 gennaio - Elly De La Cruz, giocatore di baseball dominicano
- 11 gennaio - Francisco Flores, calciatore argentino
- 11 gennaio - Andrin Netzer, calciatore liechtensteinese
- 11 gennaio - Nguyen Anh Khoi, scacchista vietnamita
- 11 gennaio - Danielle Nolte, lunghista sudafricana
- 11 gennaio - Jarne Teulings, calciatrice belga
- 12 gennaio - Vladislav Blănuță, calciatore moldavo
- 12 gennaio - Harrison Burrows, calciatore inglese
- 12 gennaio - Eva Lys, tennista tedesca
- 12 gennaio - Jordan Samare, cestista tedesco
- 12 gennaio - Tijs Velthuis, calciatore olandese
- 13 gennaio - Nicolas Binder, calciatore austriaco
- 13 gennaio - Raphaël Collignon, tennista belga
- 13 gennaio - Diego Medina, calciatore boliviano
- 13 gennaio - Tsuyaka Uchino, pistard giapponese
- 13 gennaio - Vittoria Vecchini, rugbista a 15 italiana
- 13 gennaio - Frederik Vesti, pilota automobilistico danese
- 13 gennaio - Marcel Wędrychowski, calciatore polacco
- 13 gennaio - Flory Yangao, calciatore centrafricano
- 14 gennaio - Tawfik Bentayeb, calciatore marocchino
- 14 gennaio - Mathias Guillemette, pistard e ciclista su strada canadese
- 14 gennaio - Jordan Hall, cestista statunitense
- 14 gennaio - Gavin Kizito, calciatore ugandese
- 14 gennaio - Thomas Luciano, calciatore brasiliano
- 14 gennaio - Étienne Youté Kinkoué, calciatore francese
- 15 gennaio - Taran Armstrong, cestista australiano
- 15 gennaio - Khalifa Diop, cestista senegalese
- 15 gennaio - Pierre Ekwah, calciatore francese
- 15 gennaio - Cody Lindenberg, giocatore di football americano statunitense
- 15 gennaio - Juan Peinipil, calciatore argentino
- 15 gennaio - Tim Stützle, hockeista su ghiaccio tedesco
- 15 gennaio - Jannes Van Hecke, calciatore belga
- 15 gennaio - Silvan Wallner, ex calciatore svizzero
- 16 gennaio - Ibrahim Aliyu, calciatore nigeriano
- 16 gennaio - Madame, cantautrice e rapper italiana
- 16 gennaio - Milica Medved, pallavolista serba
- 16 gennaio - Vikram Partap Singh, calciatore indiano
- 16 gennaio - Wesley Spieringhs, calciatore olandese
- 16 gennaio - Caleb Watts, calciatore australiano
- 17 gennaio - Andres Jasson, calciatore statunitense
- 17 gennaio - Ryan Kalkbrenner, cestista statunitense
- 17 gennaio - Keaton Mitchell, giocatore di football americano statunitense
- 17 gennaio - Attila Molnár, velocista ungherese
- 17 gennaio - Rok Možič, pallavolista sloveno
- 17 gennaio - Yousef Salech, calciatore danese
- 17 gennaio - Assunta Scutto, judoka italiana
- 17 gennaio - Sadie Soverall, attrice e modella britannica
- 17 gennaio - Thomas Kristensen, calciatore danese
- 17 gennaio - Joël de Jong, atleta paralimpico olandese
- 17 gennaio - Kirill Ščetinin, calciatore russo
- 18 gennaio - Karim Adeyemi, calciatore tedesco
- 18 gennaio - Sofie Bredgaard, calciatrice danese
- 18 gennaio - Ki-Jana Hoever, calciatore olandese
- 18 gennaio - Samuel Joslin, attore britannico
- 18 gennaio - Anass Salah-Eddine, calciatore olandese
- 18 gennaio - Hajdin Salihu, calciatore kosovaro
- 18 gennaio - Johannes Staune-Mittet, ciclista su strada norvegese
- 18 gennaio - Yamato Wakatsuki, calciatore giapponese
- 18 gennaio - Anastasija Zacharova, tennista russa
- 19 gennaio - Henrique Araújo, calciatore portoghese
- 19 gennaio - Martin Atanasov, calciatore bulgaro
- 19 gennaio - Rafael Brito, calciatore portoghese
- 19 gennaio - Bu Yunchaokete, tennista cinese
- 19 gennaio - Julius Böhmer, cestista tedesco
- 19 gennaio - Lorenzo Capicchioni, calciatore sammarinese
- 19 gennaio - Reinier, calciatore brasiliano
- 19 gennaio - György Komáromi, calciatore ungherese
- 19 gennaio - Edmond Nazarjan, lottatore bulgaro
- 19 gennaio - Lasse Rosenboom, calciatore tedesco
- 19 gennaio - Ambra Sabatini, atleta paralimpica italiana
- 20 gennaio - Andrés Arroyo, calciatore colombiano
- 20 gennaio - Aleksandra Bojkova, pattinatrice artistica su ghiaccio russa
- 20 gennaio - Giacomo Di Napoli, aviatore e nuotatore italiano († 2022)
- 20 gennaio - Maya Dorf, nuotatrice artistica israeliana
- 20 gennaio - Yasin Haji, mezzofondista etiope
- 20 gennaio - Taiga Hata, calciatore giapponese
- 20 gennaio - Luan Patrick, calciatore brasiliano
- 20 gennaio - Jovan Lukić, calciatore serbo
- 20 gennaio - Alastair MacKellar, ciclista su strada e pistard australiano
- 20 gennaio - Arnaud Kalimuendo, calciatore francese
- 20 gennaio - Vojtěch Novák, calciatore ceco
- 20 gennaio - Bećir Omeragić, calciatore svizzero
- 20 gennaio - Thalisson Gabriel, calciatore brasiliano
- 20 gennaio - Suf Podgoreanu, calciatore israeliano
- 20 gennaio - Tadese Worku, mezzofondista etiope
- 21 gennaio - Ackeem Blake, velocista giamaicano
- 21 gennaio - Moussa Diabaté, cestista francese
- 21 gennaio - Roland Idowu, calciatore irlandese
- 21 gennaio - Adam Kejval, cestista ceco
- 21 gennaio - Ken Nkuba, calciatore belga
- 21 gennaio - Matteo Sartori, canottiere italiano
- 21 gennaio - Zhou Shiyu, saltatrice con gli sci cinese
- 22 gennaio - George Bello, calciatore statunitense
- 22 gennaio - Yanis Cimignani, calciatore francese
- 22 gennaio - Caitlin Clark, cestista statunitense
- 22 gennaio - Joshua Kantara, attore e regista tedesco
- 22 gennaio - Elyanna, cantante palestinese
- 22 gennaio - Miranda McKeon, attrice statunitense
- 22 gennaio - Ruslan Neščeret, calciatore ucraino
- 22 gennaio - Santiago Trigos, calciatore messicano
- 22 gennaio - Sebastián de Marco, calciatore uruguaiano
- 23 gennaio - Teddy Alloh, calciatore francese
- 23 gennaio - Volodymyr Bražko, calciatore ucraino
- 23 gennaio - Román Andrés Burruchaga, tennista argentino
- 23 gennaio - Alice Calaba, sciatrice alpina italiana
- 23 gennaio - Henrietta Christie, ciclista su strada neozelandese
- 23 gennaio - Ibrahim El Kadiri, calciatore olandese
- 23 gennaio - Joško Gvardiol, calciatore croato
- 23 gennaio - Santiago Luján, calciatore argentino
- 23 gennaio - Adam Miller, cestista statunitense
- 23 gennaio - Jeyson Rojas, calciatore cileno
- 23 gennaio - Erion Sadiku, calciatore kosovaro
- 23 gennaio - Nahuel Soria, calciatore uruguaiano
- 23 gennaio - Anthoni, calciatore brasiliano
- 23 gennaio - Kotryna Teterevkova, nuotatrice lituana
- 23 gennaio - Nodirbek Yakubboev, scacchista uzbeko
- 23 gennaio - Nicola Zalewski, calciatore polacco
- 24 gennaio - Felix Anudike-Uzomah, giocatore di football americano statunitense
- 24 gennaio - Loe van Belle, ciclista su strada e pistard olandese
- 24 gennaio - Paulo Bernardo, calciatore portoghese
- 24 gennaio - Kaio Jorge, calciatore brasiliano
- 24 gennaio - Amir Richardson, calciatore marocchino
- 24 gennaio - Ryan Teague, calciatore australiano
- 24 gennaio - Mattia Viti, calciatore italiano
- 25 gennaio - Agustín Da Rocha, calciatore uruguaiano
- 25 gennaio - Gabriel Noga, calciatore brasiliano
- 25 gennaio - Tom Lacoux, calciatore francese
- 25 gennaio - Laura Mooney, mezzofondista irlandese
- 25 gennaio - Lil Mosey, rapper e cantante statunitense
- 25 gennaio - Cheikhou Ndiaye, calciatore senegalese
- 25 gennaio - Sebastian Nebyla, calciatore slovacco
- 25 gennaio - Rafael Núñez, calciatore dominicano
- 26 gennaio - Lucas Acosta, calciatore uruguaiano
- 26 gennaio - Dar'ja Astachova, tennista russa
- 26 gennaio - Costanza Cocconcelli, nuotatrice italiana
- 26 gennaio - Jomaine Consbruch, calciatore tedesco
- 26 gennaio - Hamidou Diallo, calciatore maliano
- 26 gennaio - Sam Greenwood, calciatore inglese
- 26 gennaio - Ntando Mahlangu, atleta paralimpico sudafricano
- 26 gennaio - Sergio Massidda, sollevatore italiano
- 26 gennaio - Yanis Meziane, mezzofondista francese
- 26 gennaio - Yang Junxuan, nuotatrice cinese
- 27 gennaio - Jordan Addison, giocatore di football americano statunitense
- 27 gennaio - Oliver Bleddyn, pistard e ciclista su strada australiano
- 27 gennaio - Angelo Cappello, calciatore beliziano
- 27 gennaio - Hendon Hooker, giocatore di football americano statunitense
- 27 gennaio - Ville Koski, calciatore finlandese
- 27 gennaio - Leandro Riedi, tennista svizzero
- 27 gennaio - Shant Sargsyan, scacchista armeno
- 27 gennaio - Rafael Rodrigues, calciatore portoghese
- 28 gennaio - Alan Acevedo, calciatore uruguaiano
- 28 gennaio - Tabyana Ali, attrice e scrittrice statunitense
- 28 gennaio - Azahriah, cantante e youtuber ungherese
- 28 gennaio - Valerio Giulii Capponi, giocatore di calcio a 5 italiano
- 28 gennaio - Christian Gonzalez, giocatore di football americano statunitense
- 28 gennaio - Theodore Ku-Dipietro, calciatore statunitense
- 28 gennaio - Francisco Petrasso, calciatore argentino
- 28 gennaio - Gianluca Pollefliet, pistard e ciclista su strada belga
- 28 gennaio - Jayson Tchicamboud, cestista francese
- 28 gennaio - Milán Vitális, calciatore ungherese
- 28 gennaio - Tim Wafler, pistard austriaco
- 28 gennaio - Luka Škaričić, calciatore croato
- 29 gennaio - Ryōtarō Araki, calciatore giapponese
- 29 gennaio - José Ángel Carmona, calciatore spagnolo
- 29 gennaio - Stavros Gavriel, calciatore cipriota
- 29 gennaio - Andri Guðjohnsen, calciatore islandese
- 29 gennaio - Max Hollmann, fondista canadese
- 29 gennaio - Megan Jastrab, ciclista su strada e pistard statunitense
- 29 gennaio - Tomás Lecanda, calciatore argentino
- 29 gennaio - Zoran Mitrov, calciatore rumeno
- 29 gennaio - Sanna Veerman, ginnasta olandese
- 30 gennaio - Marco Di Cesare, calciatore argentino
- 30 gennaio - Taylor Harwood-Bellis, calciatore inglese
- 30 gennaio - Alice Marchessault, ex sciatrice alpina canadese
- 30 gennaio - Bijan Robinson, giocatore di football americano statunitense
- 30 gennaio - Baptiste Sambuis, sciatore alpino francese
- 30 gennaio - Issouf Sissokho, calciatore maliano
- 30 gennaio - Tyla, cantante sudafricana
- 30 gennaio - Chrīstos Tzolīs, calciatore greco
- 31 gennaio - Josh Atencio, calciatore statunitense
- 31 gennaio - Luke Browning, pilota automobilistico britannico
- 31 gennaio - Jesús Alejandro Gómez Molina, calciatore messicano
- 31 gennaio - Isak Jansson, calciatore svedese
- 31 gennaio - Giovanni Manson Ribeiro, calciatore brasiliano
- 31 gennaio - Yesit Martínez, calciatore boliviano
- 31 gennaio - Sven Schwarz, nuotatore tedesco
- 31 gennaio - Beñat Turrientes, calciatore spagnolo